# Kadilci (Brouwer)
Kadilci je slika flamskega slikarja Adriaena Brouwerja, naslikana okoli leta 1636, verjetno v Antwerpnu. Visi v Metropolitanskem muzeju umetnosti v New Yorku.
Slika olje na lesu meri 46,40 krat 36,80 centimetra in je podpisana s strani umetnika.

## Opis
Na sliki je pet mladih moških, ki kadijo pipe in pijejo pivo. Brouwer je vključil avtoportret: on je tisti, ki se obrača proti gledalcu, medtem ko dviguje vrček za pitje in izdihava dim. To je njegov edini znani avtoportret. Obkrožen je s prijatelji umetniki. Od leve proti desni: Jan Lievens, Joos van Craesbeeck, Jan Cossiers in Jan Davidsz. de Heem. Lievens in De Heem sta se leta 1635/36 pridružila antwerpenskemu cehu svetega Luke in istega leta je Brouwer postal oboževalec združene zbornice retorike De Violieren. Takšne priložnosti so običajno praznovali z obilico pijače, do te mere, da so se retoriki imenovali 'gledalci vrča'. Na to morda aludira vrč, ki ga dviguje osrednja figura. Vsekakor lahko sliko beremo kot iniciacijski prizor in portret prijateljev. Trio, ki vzpostavi očesni stik z gledalcem, so trije slavni: Lievens, Brouwer in De Heem.
Delo kaže značilnosti portreta, zgodovine in žanrskega slikarstva. De Heem je na desni še videti nekoliko predstavljiv, a grimase ostalih štirih nakazujejo, da se predajajo omami. Prameni dima se virtuozno zvijajo iz njihovih ust in njihovi obrazi kažejo znake razdraženosti zaradi poživil. Zdi se, da se Brouwer presenečeno in nekoliko ujet obrne proti gledalcu. Ali se tukaj prikazujejo kot preprosti kadilci in pivci, ki jih je tako pogosto izbral za svojo temo? Prej bi lahko pomislili na določeno ironijo in prikaz retorične pijanosti. Ta se je slogovno oblikovala v grobem, na videz nenadzorovanem načinu nanašanja barve. Izrazita obrazna mimika in kretnje so primerljivi z dramo Caravaggia, katerega vpliv je bilo čutiti na Nizozemskem.